# 陳素
陳素（16世紀—1645年），字涵白，一字澹仙，號太淳，浙江嘉興府桐鄉縣人，明朝、南明政治人物。

## 生平
崇禎六年（1633年）陳素舉癸酉科浙江鄉試第四名，崇禎七年（1634年）联捷甲戌科進士，獲授開州知州，任內愛民好士，為地方爭取利益，因父母去世歸鄉服喪。喪期後在泰州再次起用，請求米麥折銀，令當地民眾歡呼；又調往冀州，文風大變。北京失守後陳素歸鄉，弘光朝廷召官工科給事中。南京淪陷，他裝瘋賣藥，改名為唐彥碩，又稱「天山道久」，不薙髮，在上海授徒。後來他因遂平王朱紹焜牽連被擒，審訊時坐著不拜見。官員問他為何留髮，他回答：「我是大明大臣，沒有削髮理由。」問他為何不出家為僧，他回答：「本來我已經沒有君主，受困至此，忍心連父親都沒有嗎。」弟子黃雲營救他才得釋放，很快去世。兒子陳苞字竹墅，捨棄諸生身份，以賦詩飲酒終日。

## 家族
曾祖陈震；祖陈德；父陈以仁。子陈苞，字竹墅，諸生，以诗酒终。

## 引用
1. 1 2  錢海岳《南明史·卷三十三·列傳第九》：同時陳素，字涵白，桐鄉人。崇禎七年進士。授開州知州，愛民好士，地方利害皆以去就爭之。憂歸。服闋，起泰州，申麥折之請，民歡聲動地。調冀州，文風丕變。
2. ↑  《崇禎七年甲戌科進士履歷便覽》
3. ↑  《崇祯七年甲戌科进士履历便览》：陈素，曾祖震；祖德；父以仁。太淳，春秋房，癸丑年八月初七日生，嘉兴府桐乡县人，癸酉四名，会五名，二甲三十四名，吏部观政，乙亥授开州知州，丙子丁忧，己卯补泰州知州，壬午應天同考。
4. ↑  錢海岳《南明史·卷三十三·列傳第九》：北京亡歸，召工科給事中。南京亡，陽狂賣藥，改姓名唐彥碩，又稱天山道久，不薙髮，授徒上海。後以遂平王紹焜事連被執。及訊，坐而不拜。問何以留髮？曰：「我大明臣，自無削髮理。」問何不為僧？曰：「本為無君，受困至此，更何忍從無父無君之教。」弟子黃雲為營救，得釋。卒。子苞，字竹墅，去諸生，詩酒終。